# كاميرون باين
كاميرون باين (بالإنجليزية: Cameron Payne)‏ مواليد 8 أغسطس 1994 في ممفيس، هو لاعب كرة سلة محترف أمريكي بدأ مسيرته الاحترافية في سنة 2015 حيث تم اختياره من قبل فريق أوكلاهوما سيتي ثاندر خلال الدرافت، يلعب مع فريق أوكلاهوما سيتي ثاندر في الرابطة الوطنية لكرة السلة كلاعب هجوم خلفي ويحمل الرقم 22. يبلغ طوله 6 قدم 3 بوصة (1.9 م).

## إحصائيات المسيرة

### الموسم الاعتيادي
| السنة   | الفريق               | لعب | بدأ | دقيقة | ميداني% | ثلاثية | حرة  | ارتداد | صنع | استلاب | تصدي | نقطة |
| ------- | -------------------- | --- | --- | ----- | ------- | ------ | ---- | ------ | --- | ------ | ---- | ---- |
| 2015–16 | أوكلاهوما سيتي ثاندر | 57  | 1   | 12.2  | .410    | .324   | .792 | 1.5    | 1.9 | .6     | .1   | 5.0  |
| المسيرة |                      | 57  | 1   | 12.2  | .410    | .324   | .792 | 1.5    | 1.9 | .6     | .1   | 5.0  |

## روابط خارجية
- كاميرون باين على موقع إن بي أي (الإنجليزية)
- كاميرون باين على موقع سبورتس رفرنس (الإنجليزية)
- كاميرون باين على موقع كرة السلة الأوروبية.كوم (الإنجليزية)
- كاميرون باين على موقع إي إس بي إن.كوم (الإنجليزية)
- كاميرون باين على موقع كلية كرة السلة في سبورتس رفرنس.كوم (الإنجليزية)
- كاميرون باين على موقع ريلجم (الإنجليزية)
- كاميرون باين على موقع بروبوليرز (الإنجليزية)
- كاميرون باين على موقع سبورتس رفرنس (الإنجليزية)
- كاميرون باين على موقع سبورتس رفرنس (الإنجليزية)